# دهه ۷۰۰ (میلادی)

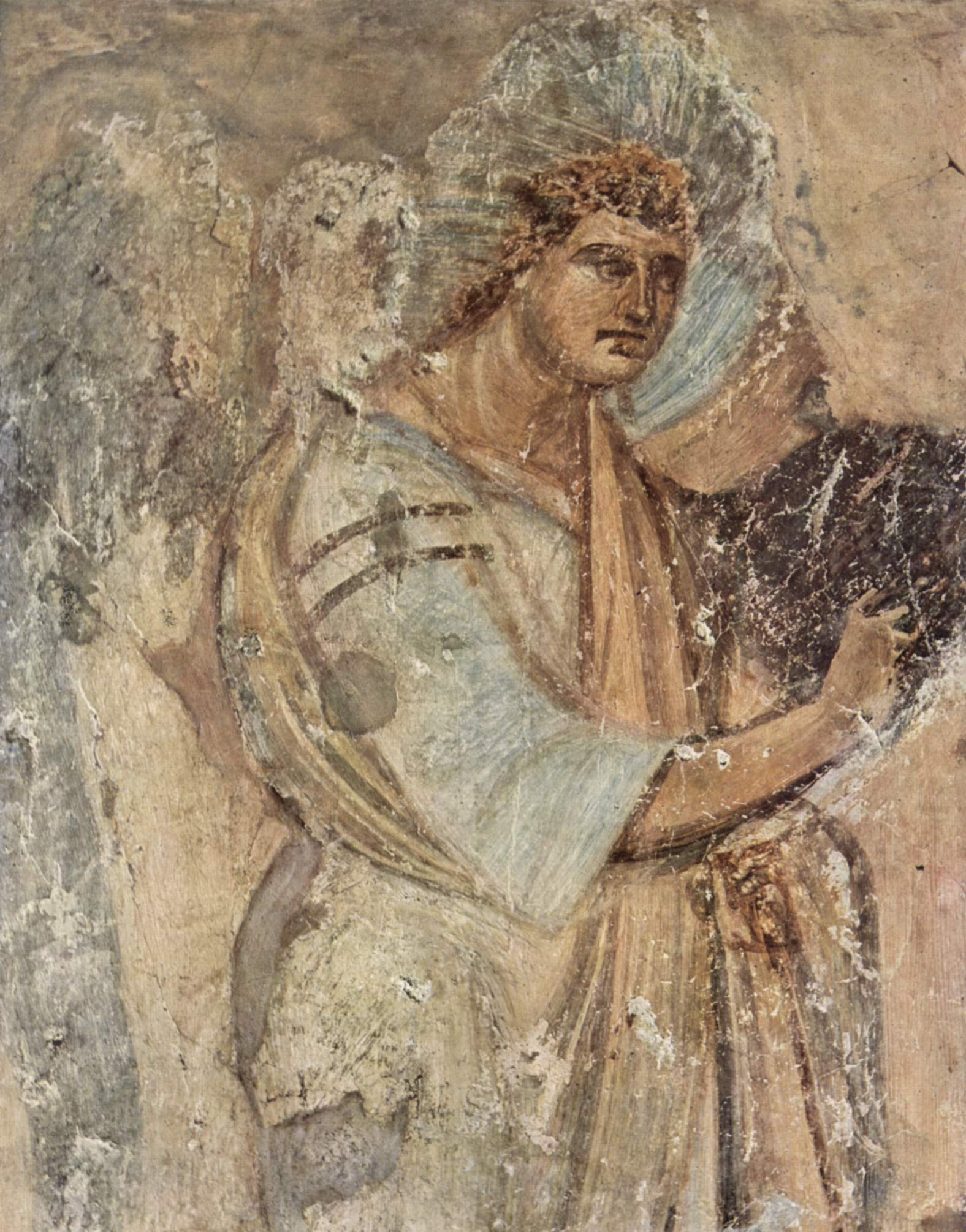
مرد بیزانسی دهه هفتاد و یکم

دهه ۷۰۰ (میلادی) دهه هفتاد و یکم تقویم میلادی است. به فاصله زمانی بین ۱ ژانویه ۷۰۱ میلادی تا ۳۱ دسامبر سال ۷۰۹ میلادی دهه هفتاد و یکم میلادی گفته می شود .

## رویدادها
قبایل آوار های اوراسیایی و اسلاو سرزمین هایی در بالکان را از امپراطوری روم شرقی فتح می کنند و حتی تا مناطقی جنوبی مانند پلوپونز در یونان جنوبی نیز می رسند .

## زادگان
- ابومسلم خراسانی فرمانده نظامی ایرانی مسلمان
- جعفر صادق امام ششم شیعیان
- ان لوشان رهبر شورشی چینی

## درگذشتگان
- آسپاروخ خان بنیانگذار امپراطوری نخست بلغارستان
- عبدالملک بن مروان خلیفه اموی
- وو زتیان امپراطوریس چین

‎